# Miconia obscura
Miconia obscura är en tvåhjärtbladig växtart som först beskrevs av Aimé Bonpland, och fick sitt nu gällande namn av Charles Victor Naudin. Miconia obscura ingår i släktet Miconia och familjen Melastomataceae. Inga underarter finns listade i Catalogue of Life.